# Glenesk Folk Museum
Glenesk Folk Museum er et museum, der ligger i Glen Esk-dalen i Tarfside, Angus, Skotland, omkring 14 km nord for landsbyen Edzell. Museet udstiller genstande og dokumenter om det omkringliggende område. Museet organiserer og fremviser håndværk og sælger også lokalt producerede varer.
Det åbnede i 1955, hvor det blev etableret fra en lokal lærer Greta Michie der var inspireret af folkemuseer i Skandinavien. It was later expanded and used as a shooting lodge, and later a summer house by the Earls of Dalhousie, before falling into disuse. Lord and Lady Dalhousie assisted with the establishment of the museum on this site.
Det er indrettet i en bygning kendt som "The Retreat", der blev opført i 1850'erne af Captain J.E. Wemyss. Bygningen blev senere overtaget af jarlerne af Dalhousie.
Museet blev ombygget og udvidet i 2007.